# Praxis Rabemananjara
Pour les articles homonymes, voir Rabemananjara.
Praxis Rabemananjara, né le 14 septembre 1981, est un footballeur malgache évoluant au poste d'attaquant.
Il joue en Division 2 Régionale à la Réunion dans le club de l'ARC Bras-Fusil.

## Palmarès
- Champion de Maurice en 2006 avec le Pamplemousses SC.